# درد زانو
درد زانو (به انگلیسی: Knee Pain) یک شکایت عمده در میان بسیاری از افراد جامعه است و عوامل مختلفی در ایجاد آن دخالت دارند. مفصل زانو از مفاصل بزرگ بدن است که به علت فشارهای پیوسته و زیادی که در فعالیت‌های روزمره به آن وارد می‌شود، مستعد بسیاری از آسیب‌ها است. ازطرفی بیماری‌های مختلفی این مفصل بزرگ و مهم را درگیر می‌کنند. آگاهی نسبت به عواملی که باعث درد زانو می‌شوند به ما کمک خواهد کرد تا با تشخیص سریعتر به درمانی بهتر دسترسی پیدا کنیم. درد زانو ممکن است در خود مفصل زانو یا اطراف آن باشد.

## مفصل زانو
به دلیل اینکه مفصل زانو پلی را بین مفاصل مچ پا و ران ایجاد می‌کند بنابراین آگاهی نسبت به ساختمان آن جهت مراقبت بیشتر از آن لازم است. دو حرکت مهم زانو از نظر حرکت شناسی، خم شدن (Flexion) و صاف شدن (Extension) است. البته مفصل زانو جزئی چرخشی(Rotation) نیز دارد ولی میزان این حرکت خیلی کم است.
در ساختار مفصل زانو سه استخوان شرکت می‌کنند که عبارتنداز:
- استخوان ران
- استخوان درشت نی
- استخوان کشکک

سه بخش در مفصل زانو وجود دارد. مفصل اصلی در زانو مفصل درشت نی-رانی (تیبیوفمورال) نامیده می‌شود که شامل دو بخش داخلی و خارجی است. استخوان‌های ران و کشکک مفصل کشککی-رانی (پاتلوفمورال) را تشکیل می‌دهند که بخش سوم در زانو است.
ثبات مفصل به وضعیت و ساختار عضلات، رباط‌ها (عناصری که استخوان‌ها را به هم وصل می‌کند), کپسول مفصلی و همچنین راستای اندام تحتانی بستگی دارد.

## درمان ها
درمان زانو درد  دراکثر مواقع غیرجراحی است. اگر علائم زانو درد شدید نباشد با درمان محافظه‌کارانه که می‌تواند درمان دارویی، استراحت و فیزیوتراپی باشد تا حد زیادی درد و ناراحتی بیمار را برطرف کرد. بررسی‌های علمی نشان داده‌است که علائم درد بیماران پس از سه ماه درمان داروئی و استراحت نسبی و فیزیوتراپی، در ۷۵ ٪ موارد بهبود یافته‌است.

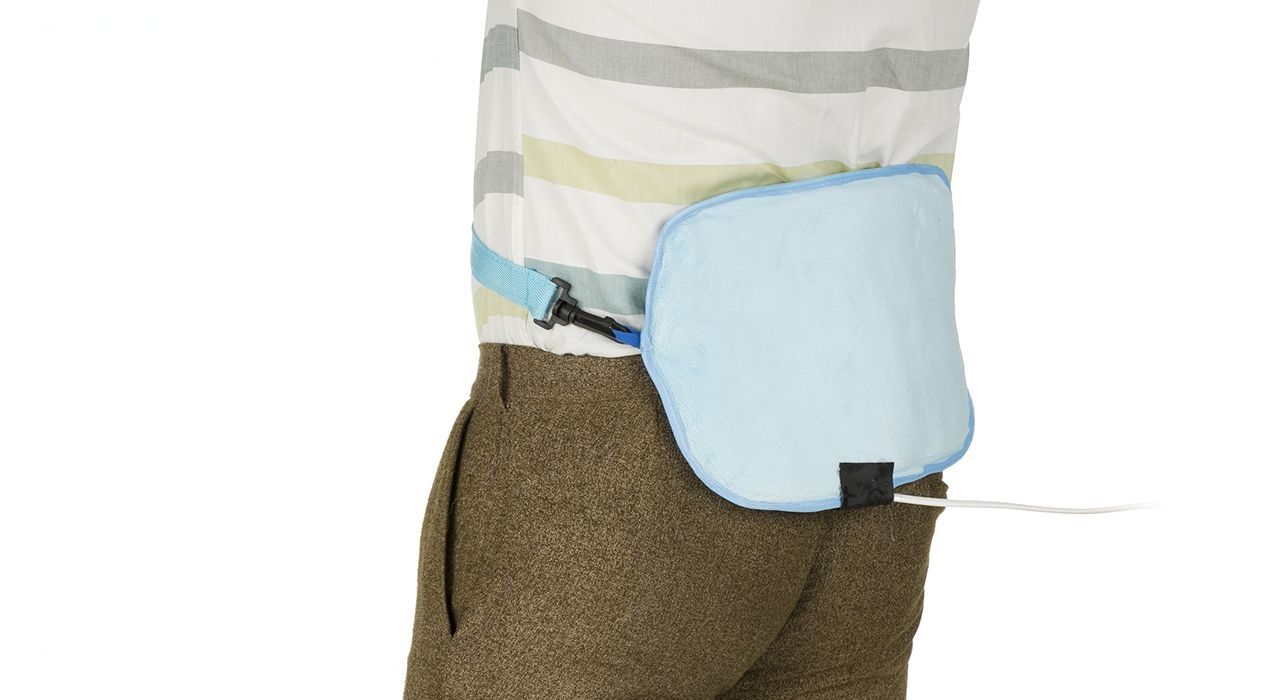
یکی از محصولات کمک درمانی نمک در حال استفاده

یکی از روش های آسان و کارامد درمان این بیماری استفاده از نمک داغ شده برروی موضع می باشد که از زمان های دور در آسیا بخصوص در چین قدیم رواج بسیاری داشته.برای استفاده از این روش باید مقداری نمک دریایی را با مواد معدنی و خاص ترکیب کرد و بعد از حرارت دادن بر روی زانو قرار داد.در بسیاری از کشور وسیله ای کمک درمانی به اسم کیسه نمک گرم ساخته شده.که در ایران نیز وجود دارند.همچنین استفاده موضعی، از روغن کندر ،در درمان علامتی درد زانو تایید شده است.

## آسیب‌ها
آسیب‌ها و صدمات بافتی که ممکن است باعث درد زانو شوند شامل موارد زیر است:
- کشیدگی عضلانی(Muscle Strain)
  - عضله چهارسر ران
  - عضله همسترینگ
  - تاندون پاتلار
  - تاندون همسترینگ
  - عضله پوپلیتئوس
  - تاندون پوپلیتئوس
- پیچ خوردگی رباط(Ligament Sprain)
  - رباط طرفی داخلی (MCL)
  - رباط طرفی خارجی (LCL)
  - رباط متقاطع جلویی (ACL)
  - رباط متقاطع پشتی (PCL)
- آسیب منیسک
  - منیسک داخلی
  - منیسک خارجی
- خونریزی حاد مفصل(همارتروز)

## بیماری‌ها
بعضی از بیماری‌ها که باعث درد زانو می‌گردند عبارتنداز:
- نرمی غضروف کشکک یا کندرومالاسی کشکک
- آرتروز زانو
- کیست بیکر
- کیست منیسک
- منیسک دیسکی شکل
- آرتریت روماتویید زانو
- آرتریت چرکی
- استئوکندریت دیسکان
- تومورها
- اسپوندیلیت آنکیلوزان
- سندرم رایتر
- آرتریت هموفیلیک
- آرتریت نقرسی
- آرتریت سلی
- استئومیلیت
- بیماری ازگود اشلاتر
- بیماری لارسن جانسون

## التهاب‌ها
عوامل التهابی درد زانو شامل:
- التهاب بورس‌ها (بورسیت)
  - بورسیت جلوی کشککی (شایع‌ترین بورسی که در زانو درگیر می‌شود)
  - بورسیت عقب تاندون کشککی
  - بورسیت جلوی تاندون کشککی
  - بورسیت عضله نیمه غشایی (سمی ممبرانوسوس)
- التهاب تاندون‌ها (تاندونیت)
  - تاندونیت پاتلا (زانوی پرشگران)
  - تاندونیت همسترینگ
  - تاندونیت پوپلیتئوس
- سینویت زانو

## تغییر شکل‌ها یا دفورمیتی‌ها
تغییر شکل‌های زانو عبارتنداز:
- پای پرانتزی
- پای ضربدری
- عقب زدگی زانو(هیپراکستنشن زانو)
- خم شدن زانو[۴]

## شکستگی‌ها
- شکستگی ران
- شکستگی درشت نی
- شکستگی کشکک

## دررفتگی‌ها
- دررفتگی کشکک[۵]
- دررفتگی مفصل زانو[۶]

## سندرم‌ها
- سندرم استرس کشککی رانی[۷]
- سندرم پلیکا[۸]
- سندرم ایلیوتیبیال باند[۹]

## دردهای ارجاعی
گاهی درد زانو مربوط به خود زانو نیست و ممکن است از ناحیه دیگری از بدن باشد (مثلا درد ران یا مچ پا). به این نوع از دردها درد ارجاعی(درد ریفرال) می‌گویند.

## علل دیگر
- شلی رباط‌های اطراف زانو
- تجمع مایع (افیوژن) مفصل زانو
- بیماری عروقی محیطی
- ترومبوز وریدی عمقی(DVT)
- گیرافتادن بالشتک چربی[۱۰]